# 2 Days in New York
Two Days in New York (2 Dias em Nova Iorque (título em Portugal) ou 2 Dias em Nova York (título no Brasil)) é um filme franco-alemão de comédia romântica que foi lançado 2012 co-escrito e dirigido por Julie Delpy. É sucessor de 2 Dias em Paris 

## Sinopse
Marion vive em Nova Iorque e tem um novo namorado. Mas a chegada da sua família francesa vai virar a sua vida do avesso com todos os mal-entendidos provocados pela barreira linguística e cultural. Mingus e Marion vivem em um apartamento com um gato e dois filhos de relacionamentos anteriores. Porém, quando o animado pai de Marion (interpretado pelo pai de Julie Delpy na vida real, Albert Delpy), sua irmã fogosa, juntamente com seu namorado ofensivo, aparecem sem avisar para uma visita internacional, começa uma confusão familiar que durará por dois dias inesquecíveis.

## Elenco
- Chris Rock como Mingus
- Julie Delpy como Marion
- Albert Delpy como Jeannot (pai da Marion)
- Alexia The Landau como Rose (irmã da Marion)
- Alexandre Nahon como Manu (namorado de Rose)[3]